# سيد أباد (غرمسير أردستان)
سید أباد (بالفارسية: سیدآباد) هي قرية تقع في إيران في قسم غرمسیر الريفي.